# Grameer
Grameer is de populaire benaming voor een tweetal luidklokken (aangeduid als Grameer I en II) in de Sint-Servaasbasiliek in de Nederlandse stad Maastricht. De oude Grameer uit 1515, oorspronkelijk Sint-Servaasklok genoemd, hing tot 1983 in de middentoren in het westwerk, waarna ze verhuisde naar de pandhof van de kerk. De klok is een gemeentelijk monument. Sinds 1983 hangt de nieuwe Grameer in de zuidwestelijke toren. De klok behoort tot de oudste en zwaarste in Nederland. Het woord Grameer is Maastrichts en  afgeleid van het Franse grandmère, dat grootmoeder betekent. De klok wordt enkele keren per jaar geluid door het klokkenluidersgilde "Sint Monulf en Gondulf".

## Geschiedenis

### Grameer I
Oorspronkelijk diende de grote klok van de Sint-Servaaskerk als noodklok om bij naderend onheil burgers en boeren in de wijde omtrek te waarschuwen, zodat deze zich binnen de veilige omwalling van de stad konden begeven. De klok die vroeger bekend stond als Sint-Servaasklok (tegenwoordig: oude Grameer of Grameer I) heeft mogelijk voorgangers gehad, waarover echter niets bekend is.
Grameer I werd gegoten op 21 juni 1515 door de klokkengieters Willem en Jaspar Moer (of Moors) uit 's-Hertogenbosch. Volgens het opschrift werd de klok genoemd naar Sint-Servaas, de patroonheilige van de kerk. Over eventuele voorgangers van deze klok is niets bekend; wel dat het kapittel van Sint-Servaas in de vijftiende eeuw al een klokkenluider (campanator of clocker) in dienst had. Tijdens het bewind van proost Engelbert van Heemstede (ca. 1510-1539) beleefde de Sint-Servaaskerk (en de stad Maastricht) een bescheiden culturele opleving. Bouwmeesters, beeldsnijders, geelgieters en andere kunstenaars kregen van het Sint-Servaaskapittel opdrachten ter verfraaiing van de kerk. In deze sfeer kwam ook de nieuwe Sint-Servaasklok tot stand. In 1916 werd bij opgravingen in de pandhof de gietmantel van de toen 400 jaar oude klok ontdekt.
In de zeventiende eeuw telde de Sint-Servaaskerk tien luidklokken. In een reglement uit die tijd werd bepaald dat er iedere nacht in de klokkentoren gewaakt moest worden. Bij naderend onweer moest de kleinste klok geluid worden, bij brand de brandklok, waarbij tevens op een hoorn werd geblazen. De avondklok werd dagelijks een kwartier geluid, tot negen uur. Het luiden van de grote klok gebeurde in de Keizerzaal, die bekendstond als "klokkenluiderszaal". Om de klok te luiden waren tien tot vijftien klokkenluiders nodig. Op een tekening van de Keizerzaal van Philippe van Gulpen uit het midden van de negentiende eeuw is te zien hoe het klokkentouw van Grameer zich splitst in vijftien uiteinden. In 1850 bleek dat de grote klok door verkeerd luiden gebarsten was, waardoor de sonore klank was verdwenen. Een poging om deze barst te repareren leidde niet tot een bevredigend resultaat.

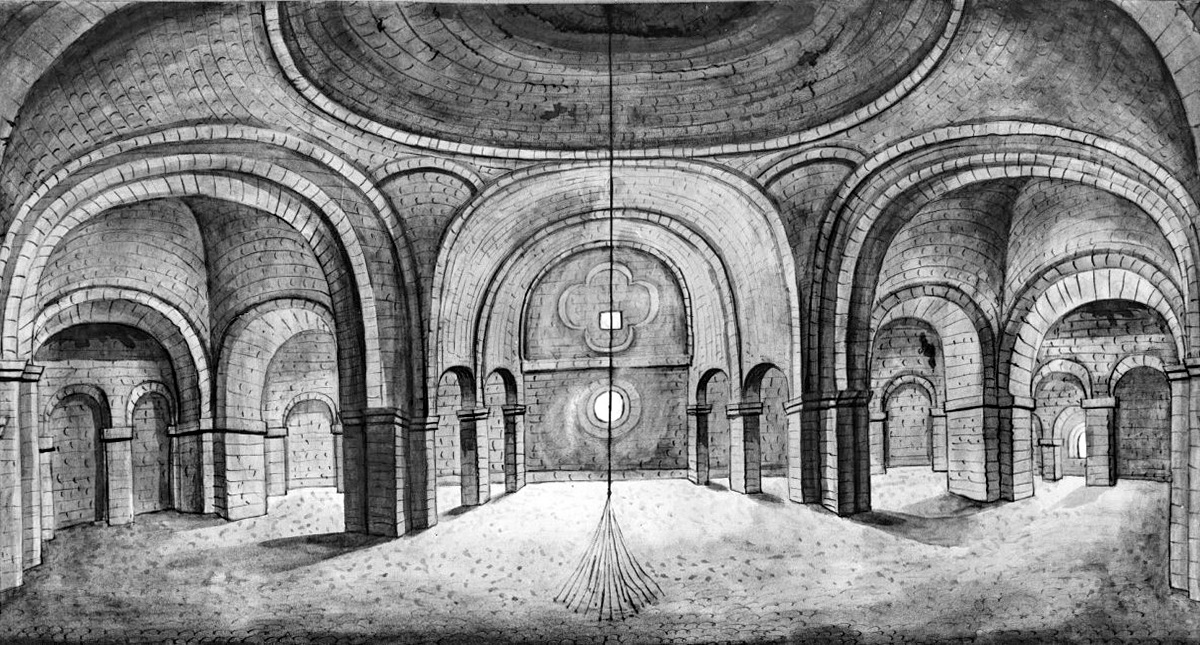
Klokkentouw in de Keizerzaal (Philippe van Gulpen, 19e eeuw)

Zowel tijdens de Franse annexatie (1794-1814) als tijdens de Duitse bezetting (1940-1944) bleef Grameer (en de beiaard) gespaard van omsmelting ten behoeve van de oorlogsindustrie, vanwege de hoge cultuurhistorische waarde. De klok werd kort voor de Tweede Wereldoorlog uit veiligheidsoverwegingen wel uit de klokkenstoel neergelaten en op een betonnen vloertje geplaatst, maar in 1946 weer opgehangen. Bij de brand van 1955 in de middentoren bleef Grameer ongedeerd, maar het hoger hangende carillon stortte met de torenspits naar beneden en was daarna onbruikbaar. Het brons werd in 1975 hergebruikt voor een nieuw klokkenspel.
In 1959 werd het klokkenluidersgilde Sint Monulfus en Gondulfus opgericht, waarvan de leden het exclusieve recht hebben om Grameer te luiden. Het luiden van de klok werd voorheen gedaan door een aantal werklui die elke keer moesten worden ingehuurd. Omdat deken mgr. P.J.M. Jenneskens dit te duur vond, werd besloten een eigen klokkenluidersgilde op te richten, genoemd naar de heilige bisschoppen van Maastricht, Monulfus en Gondulfus.

### Grameer II
Tijdens de grote kerkrestauratie van de jaren tachtig werd besloten om een kopie van Grameer te maken, zodat de oude klok vervangen kon worden. De oude Grameer werd op 16 april 1983 voor het laatst geluid en op 3 mei met behulp van een hijskraan uit de 'stomp' van de middentoren getakeld, samen met het uurwerk uit 1770 en de speeltrommel van het carillon.
De nieuwe Grameer, die qua omvang en klankkleur de oude zoveel mogelijk moest benaderen, werd gegoten bij de Gebroeders Eijsbouts in Asten op 13 mei van datzelfde jaar, waarna de afwerking begon. Naast Grameer II werden twee nieuwe luidklokken besteld, Hubertus en Lambertus genaamd, plus zeven carillonklokken. Tevens zijn alle luidklokken qua timbre aangepast aan de bestaande beiaard uit 1976, die daardoor met meer dan een octaaf werd uitgebreid. De nieuwe klokken werden op 11 maart 1984 in een plechtige stoet ingehaald, waarna ze op het Vrijthof door bisschop Gijsen werden ingewijd. Twee dagen later werden ze in de torens van het westwerk getakeld. Grameer hangt thans in de zuidwestelijke toren, de andere vijf luidklokken in de noordwestelijke toren en het carillon daarboven in de noordwestelijke torenbekroning (daarvoor, van 1976 tot 1984, in de zuidoosttoren bij het oostkoor). De kosten van het project, ongeveer een half miljoen gulden, werden deels betaald uit de opbrengst van het Preuvenemint. De oude Grameer stond bij die gelegenheid op het Vrijthof opgesteld, waar men tegen een donatie er een keer met een hamer op mocht slaan. Bij de inwijding van de nieuwe Grameer werden duizend porseleinen kopieklokjes verkocht. Op Paasmaandag 23 april 1984 luidde Grameer II voor het eerst.
Als laatste onderdeel van de kerkrestauratie werd in 1991 de pandhoftuin in de kruisgang heringericht. Deze werd aangelegd als een traditionele kloostertuin, waarbij het noordelijk deel van de pandhof werd bestraat met kasseien, zodat hier een pleintje ontstond dat als openluchtconcertzaal dient om naar beiaardconcerten te luisteren. In de noordoosthoek van dit pleintje staat op een betonnen sokkel de oude Grameer, die daarmee naar zijn geboorteplaats is teruggekeerd.

### Klokkentorens
Voorafgaand aan de grote restauratie van de Sint-Servaaskerk van 1981-1992 vond een uitgebreid bouwhistorisch onderzoek plaats door kunsthistorici en studenten van de Universiteit Utrecht. Daarbij werden in het westwerk sporen ontdekt die volgens de onderzoekers wezen op de aanwezigheid van een achthoekige stenen middentoren, mogelijk uit de twaalfde eeuw. Over de aanwezigheid van klokken in deze toren is niets bekend. Door anderen wordt het bestaan van een romaanse middentoren ontkend. Op een laat-vijftiende-eeuwse miniatuur zijn wel de beide hoektorens te zien, maar geen middentoren.
Volgens de Maastrichtse humanist en geschiedschrijver Matthaeus Herbenus werd voor de in 1515 gegoten klok een speciale constructie gebouwd tussen de noord- en westtorens van het westwerk van de kerk. Deze constructie, een mergelstenen opbouw met een (houten?) torenspits, werd in 1556 vervangen of aangepast door Jan Pyens (of Piem). De laatgotische toren van Pyens was bedoeld zowel voor Grameer als voor de nieuwe beiaard van de Akense klokkengieter Hendrik van Trier. Hij bestond uit een achtkantige opbouw met vensteropeningen en een gelede, houten torenspits bekleed met lood en leien. In 1768 kreeg het westwerk een barok aanzien door de nieuwe torenbekroning ontworpen door de Luikse architect Etienne Fayen. Fayen vulde de gehele ruimte tussen de twee hoektorens op en plaatste daarop drie koepeltorens. Twee jaar later werd de toren voorzien van een uurwerk van de Maastrichtse klokkenmaker François de Beefe en een nieuwe beiaard van de Leuvense klokkengieter Andreas van der Gheijn.
Tussen 1880 en 1887 werd het westwerk door architect Pierre Cuypers opnieuw verbouwd. De torenbekroning van Fayen maakte plaats voor de nog bestaande noord- en zuidtoren en de in 1955 afgebrande middentoren. Cuypers maakte aanvankelijk twee ontwerpen voor de middentoren, die beide verwezen naar de toren van Pyens. Ontwerp A was een belfortachtige constructie met halverwege een gaanderij en twee overdekte luchtbruggen naar de zijtorens. Ontwerp B, waarvoor het kerkbestuur uiteindelijk koos, had een robuuste neoromaanse onderbouw en een hoog opgaande neogotische torenspits. Een van de argumenten om voor dit ontwerp te kiezen was de onderbouw, die een stevige basis zou vormen voor Grameer en het klokkenspel. In september 1955 werd deze toren voor de helft door brand verwoest, waarbij de torenspits met het klokkenspel door het kerkdak viel. Het restant van de toren (de "stomp") bepaalde bijna dertig jaar lang het aanzien van het westwerk.
Begin jaren 1980 vormde de vraag of de middentoren wel of niet herbouwd moest worden - en in geval van herbouw, wélke versie - een twistpunt binnen het restauratieteam en bij andere betrokkenen. Uiteindelijk werd ervoor gekozen om de toren niet te herbouwen en de klokken een plek te geven in de twee overgebleven westwerktorens; het carillon en de luidklokken in de noordtoren en Grameer in de zuidtoren. Daartoe moest de zuidtoren enigszins worden aangepast, waarbij onder andere galmgaten werden gecreëerd door dichtgezette openingen in de bovenste geleding van het stenen deel van de toren te heropenen. In de noordtoren waren deze al aanwezig. Doordat de ophanging van Grameer II anders is dan die van Grameer I (het zwaartepunt ligt lager) en de klok door de beperkte ruimte in de zuidwesttoren niet volledig kan uitzwaaien, is het mogelijk de klok met minder klokkenluiders dan vroeger (twee à drie man) in beweging te brengen. Volgens sommigen kan daardoor ook de klank niet volledig tot ontwikkeling komen.
Klokkentorens door de eeuwen

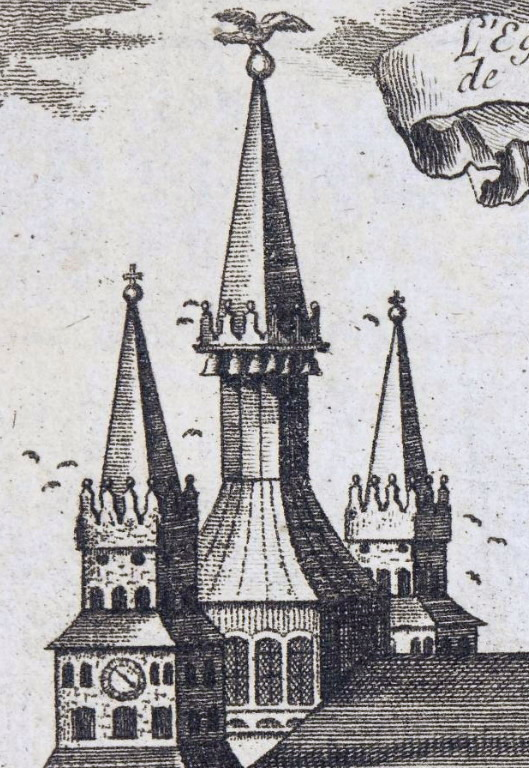
Laatgotische westwerktorens, ca. 1700
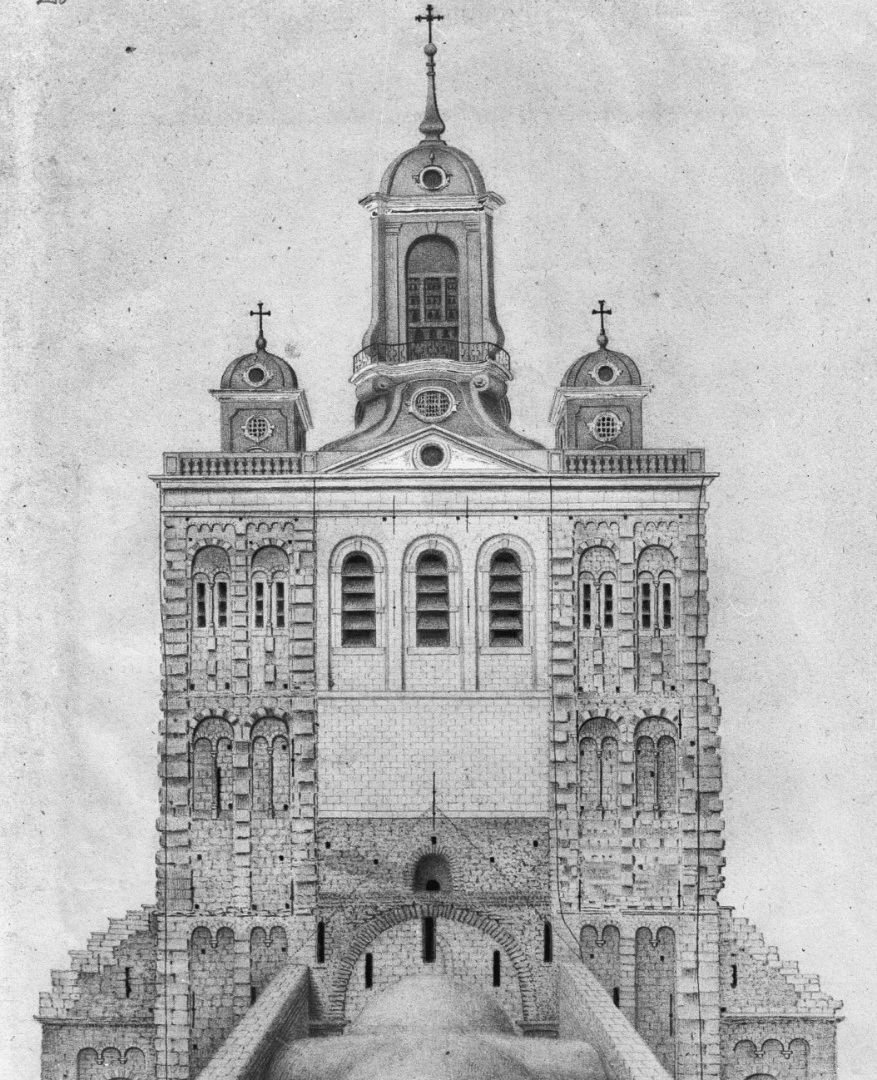
Barokke westwerkbekroning, midden 19e eeuw
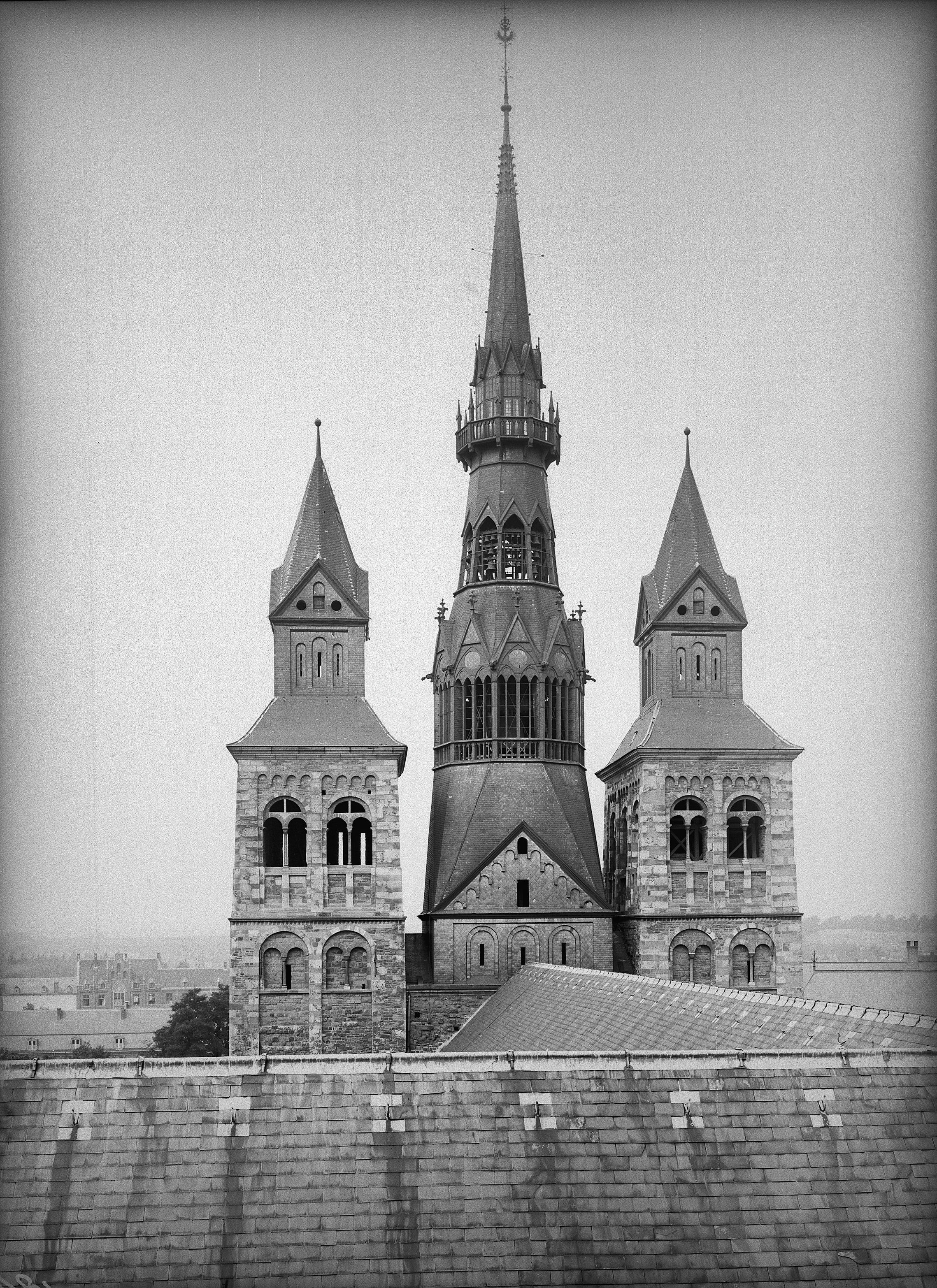
Neogotische middentoren, 1912
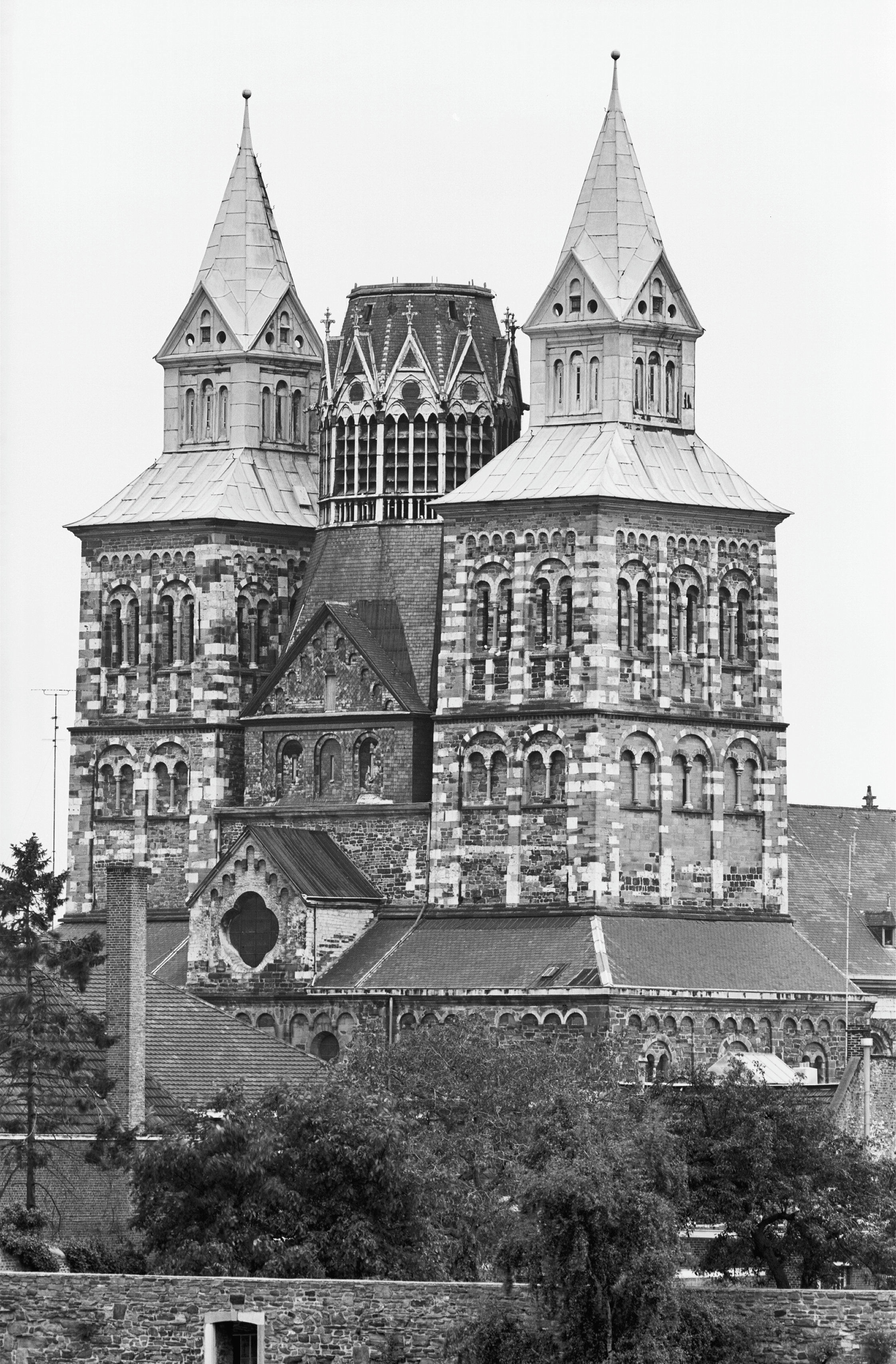
Torenstomp zonder spits, 1977

## Beschrijving

### Oude Grameer
De oude gebarsten Grameer uit 1515 staat sinds 1983 in de pandhof van de kruisgang. De diameter op het wijdste punt bedraagt 219 cm. Het gewicht van Grameer I bedraagt 6350 kilo. Op de bovenrand van de klok zijn twee sierbanden aangebracht met daartussen een Latijnse tekst in twee regels. Tussen de twee tekstregels bevindt zich een derde sierband waarin de ordeketting van het Gulden Vlies te herkennen is. Deze verwijst naar  Karel V, wiens wapenschild op de klok is aangebracht. 1515 was het jaar waarin Karel V meerderjarig werd en formeel heer werd van de Habsburgse Nederlanden (en daarmee medeheer van het tweeherige Maastricht). Door wel het wapen af te beelden van de ene heer en niet dat van de andere (de Luikse prins-bisschop), gaf het rijksvrije kapittel duidelijk aan alleen het gezag van de toekomstige Rooms-Duitse koning te erkennen. Behalve het wapen van Karel V staat op de klok een afbeelding van de Sleutel van Sint-Servaas (het kenteken van het kapittel) en Sint-Servaas zelf (met bisschopsstaf en sleutel).

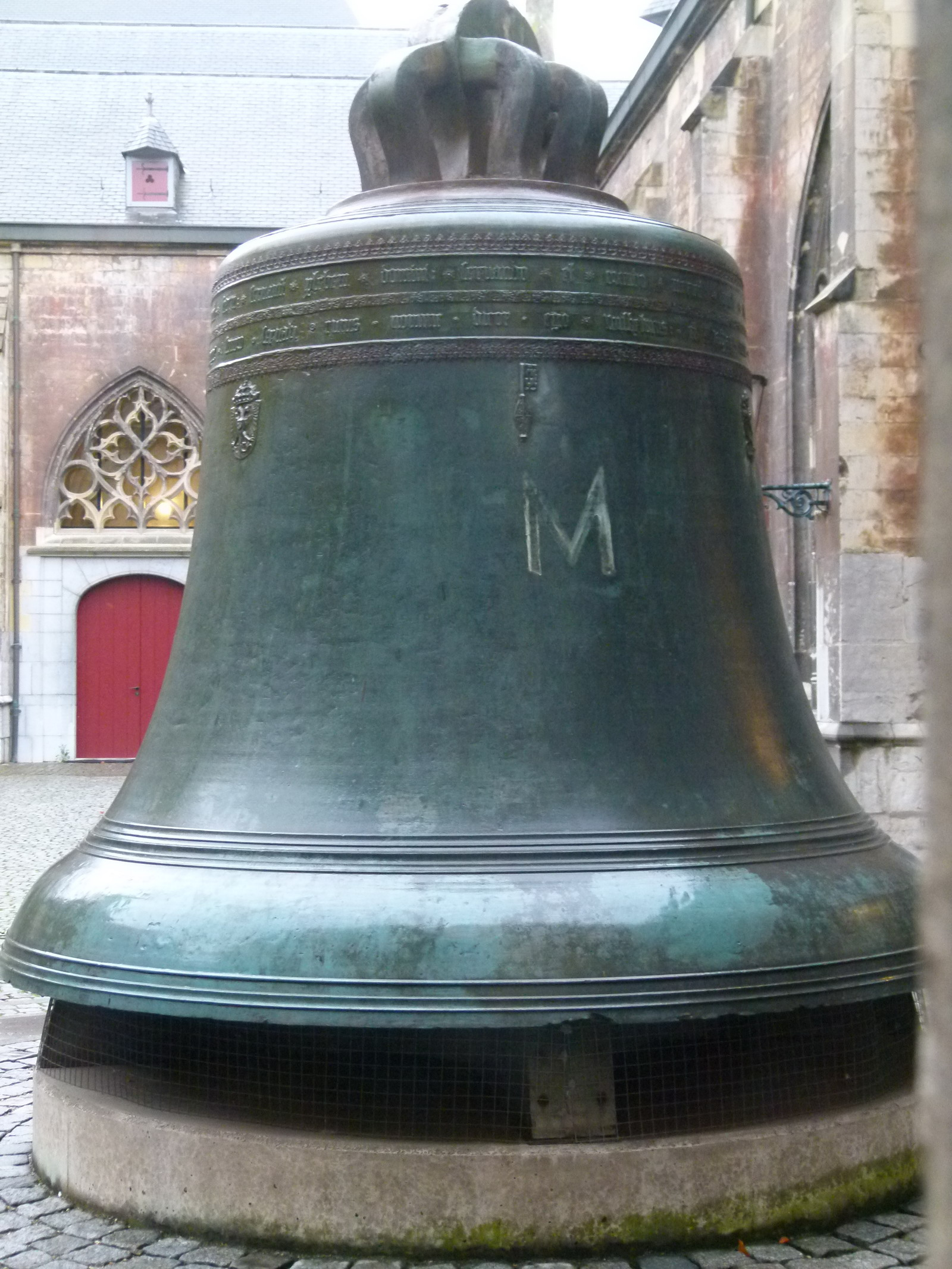
De oude Grameer
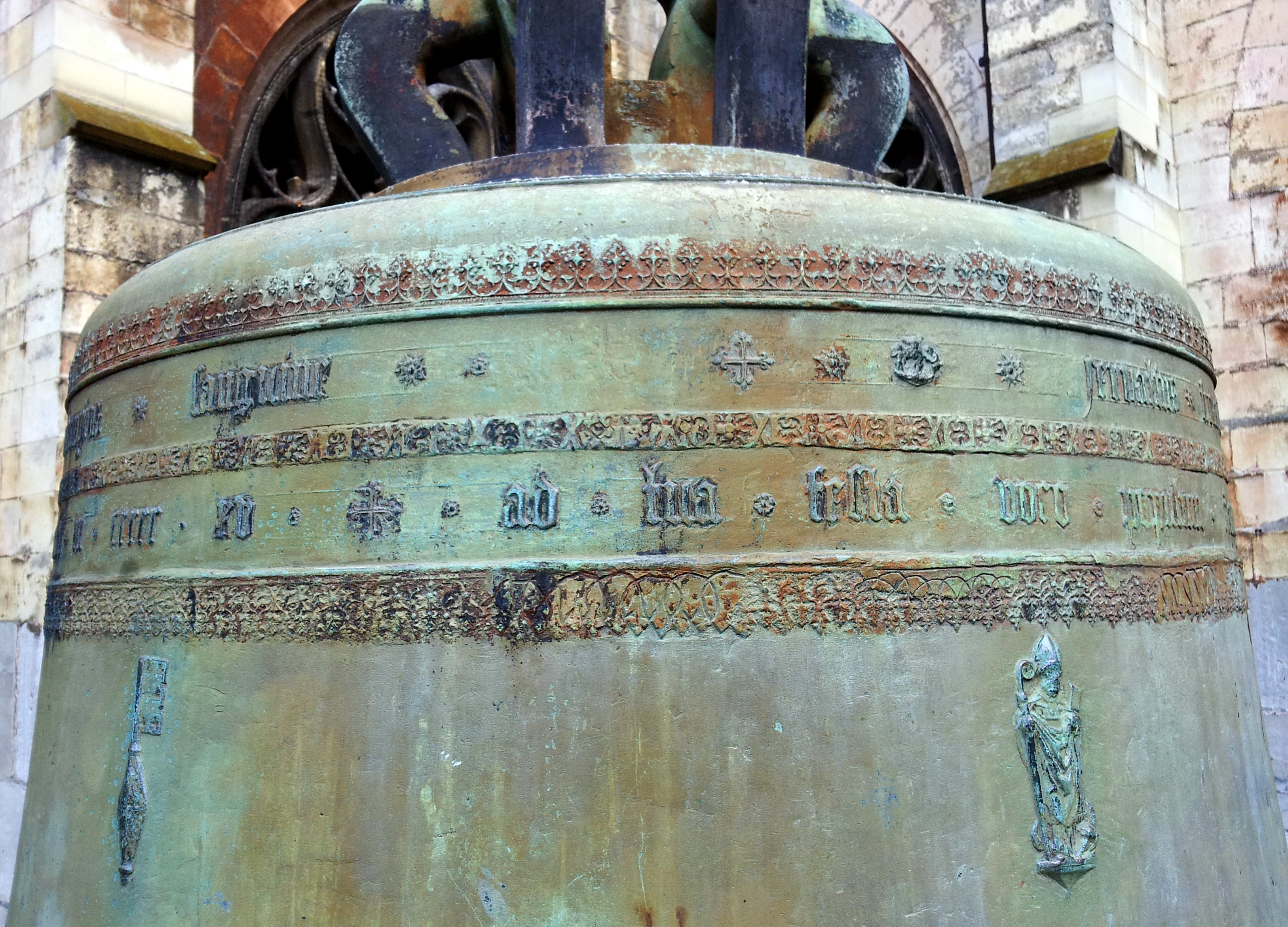
Tekst en sierbanden
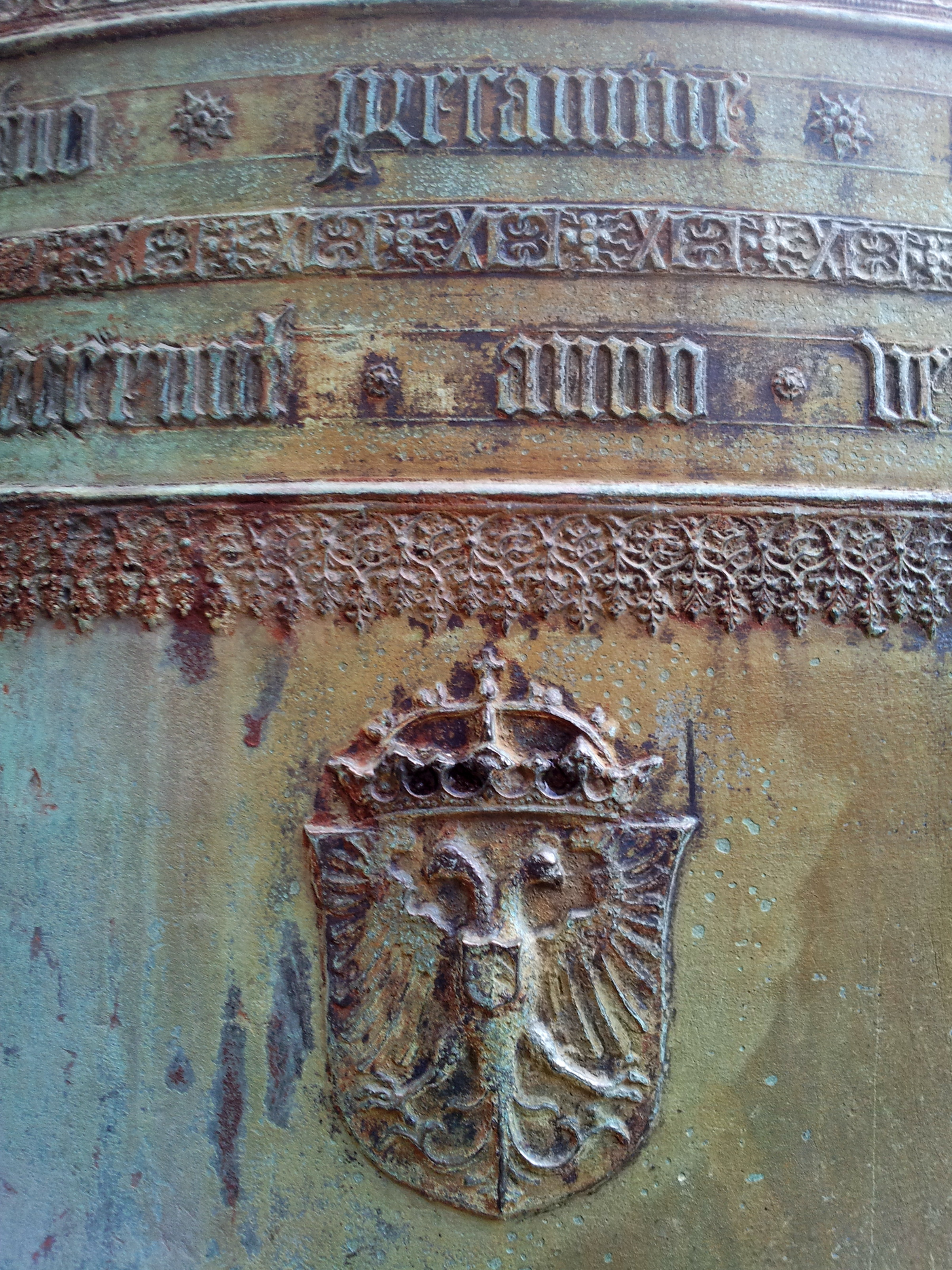
Detail tekst en wapen Karel V
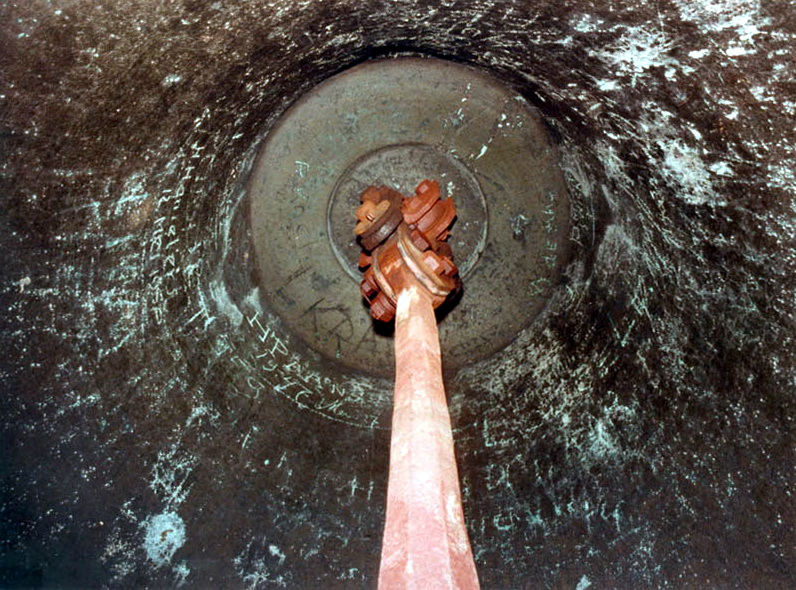
Binnenkant met klepel

### Nieuwe Grameer
De nieuwe klok, gegoten door Eijsbouts in 1983, heeft min of meer dezelfde afmetingen, maar is iets lichter dan de oude klok: 6270 kg. De uitzwaai van deze klok kan niet helemaal gemaakt worden, maar wanneer de atmosferische omstandigheden gunstig zijn, is de klok zeker drie tot zes kilometer verderop te horen. De Latijnse tekst is deels gekopieerd van Grameer I, met een aanvulling. Daarnaast heeft Grameer II een toevoeging in het Maastrichts.
Het klokkenluidersgilde "Sint Monulf en Gondulf" bestaat uit ongeveer vijfentwintig leden. De voorzitter van het gilde wordt deken genoemd. Het luiden van Grameer wordt voorafgegaan door een speciaal voor die gelegenheid geschreven gebed. De klok wordt slechts incidenteel geluid, bijvoorbeeld op 13 mei (Sint-Servaasdag), 16 juli (feestdag Monulfus en Gondulfus) en bij bijzondere gelegenheden, zoals tijdens de Heiligdomsvaart, bij koninklijk bezoek of na het overlijden van een paus. Het luiden van Grameer levert gemiddeld 31 klokslagen per minuut op. Het tot stilstand komen van de klok duurt meer dan een minuut. Het klokkenluidersgilde heeft tevens de taak de borstbeelden van Monulfus en Gondulfus tijdens processies te dragen, bijvoorbeeld tijdens de Heiligdomsvaart.

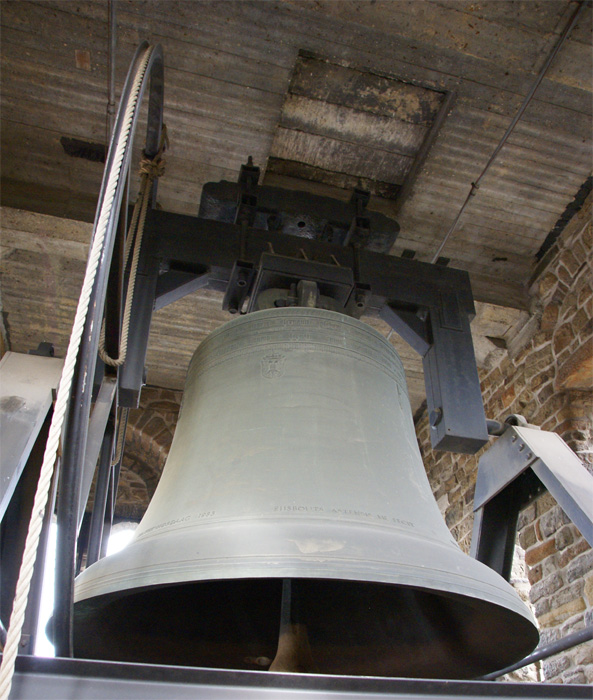
De nieuwe Grameer
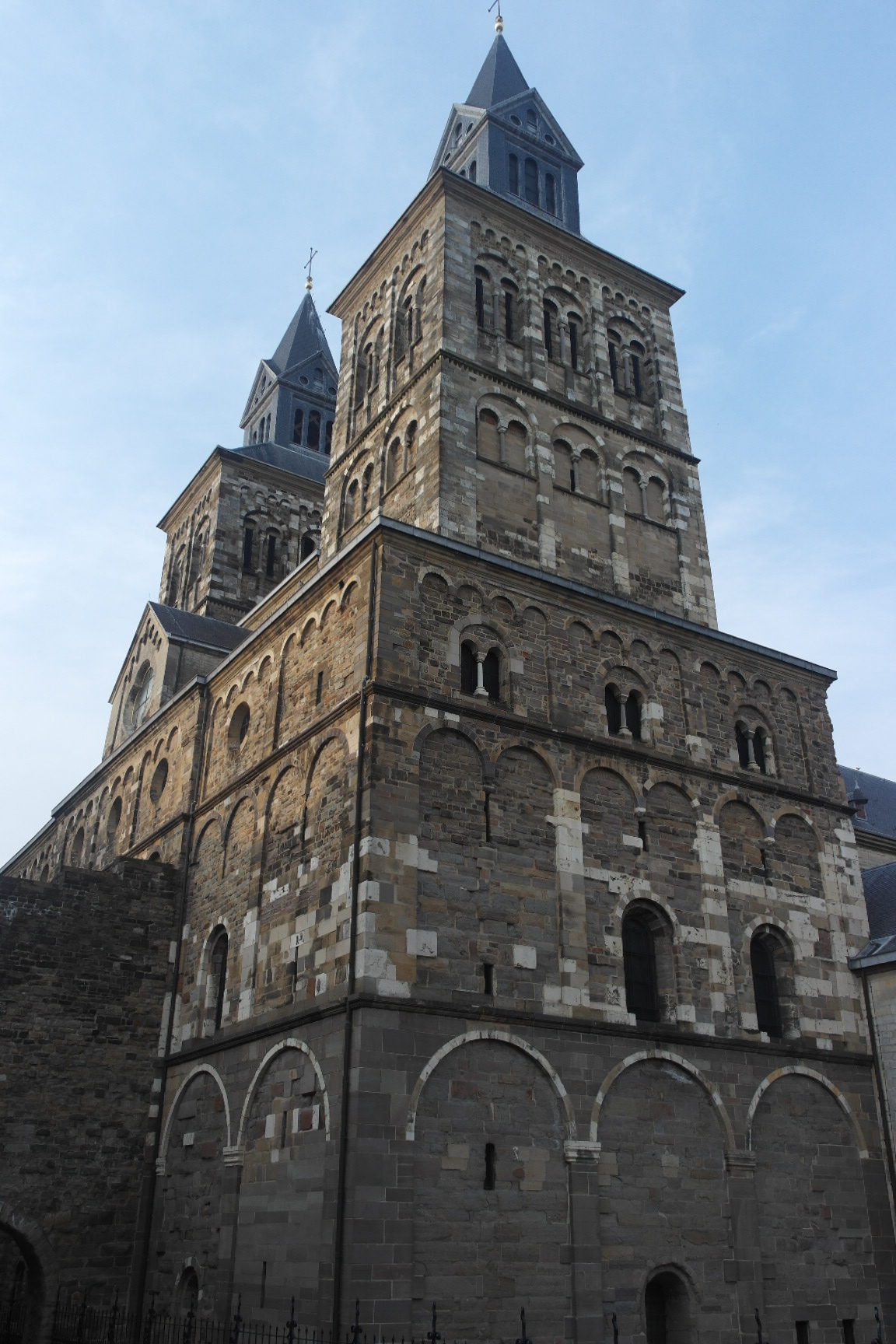
Zuidelijke westwerktoren
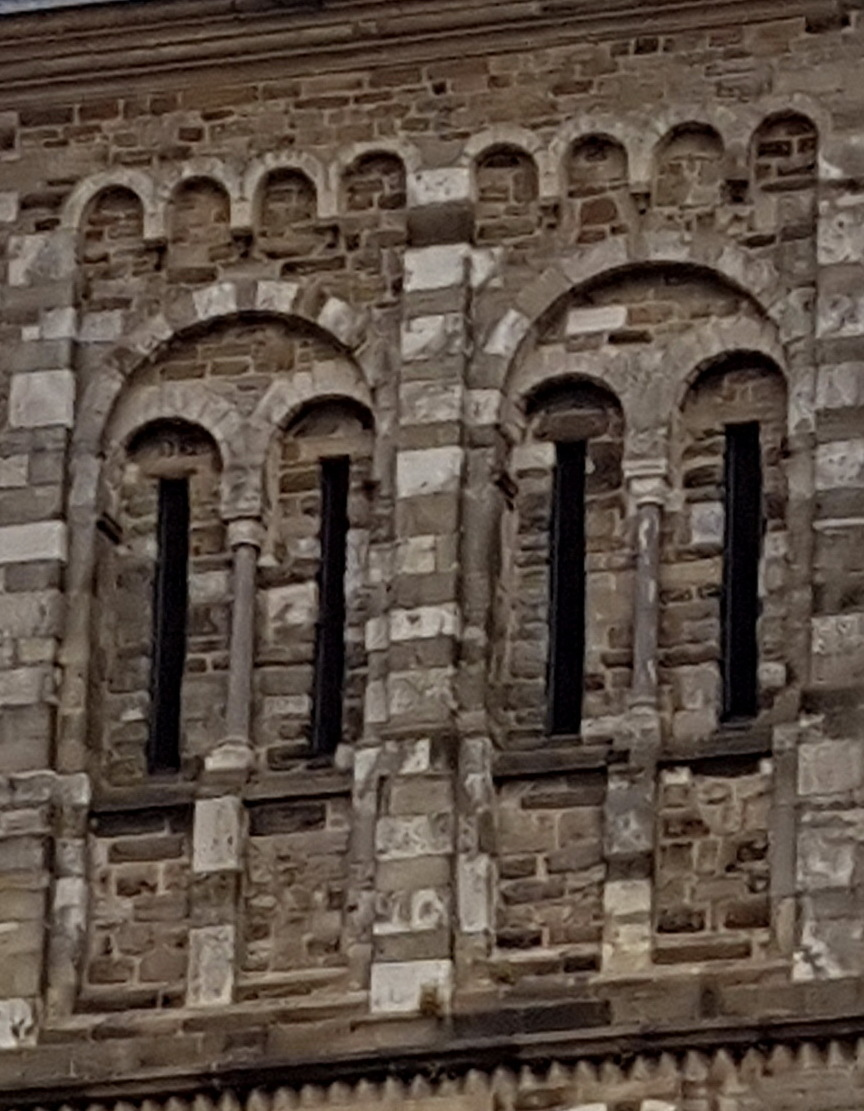
Galmgaten zuidwesttoren
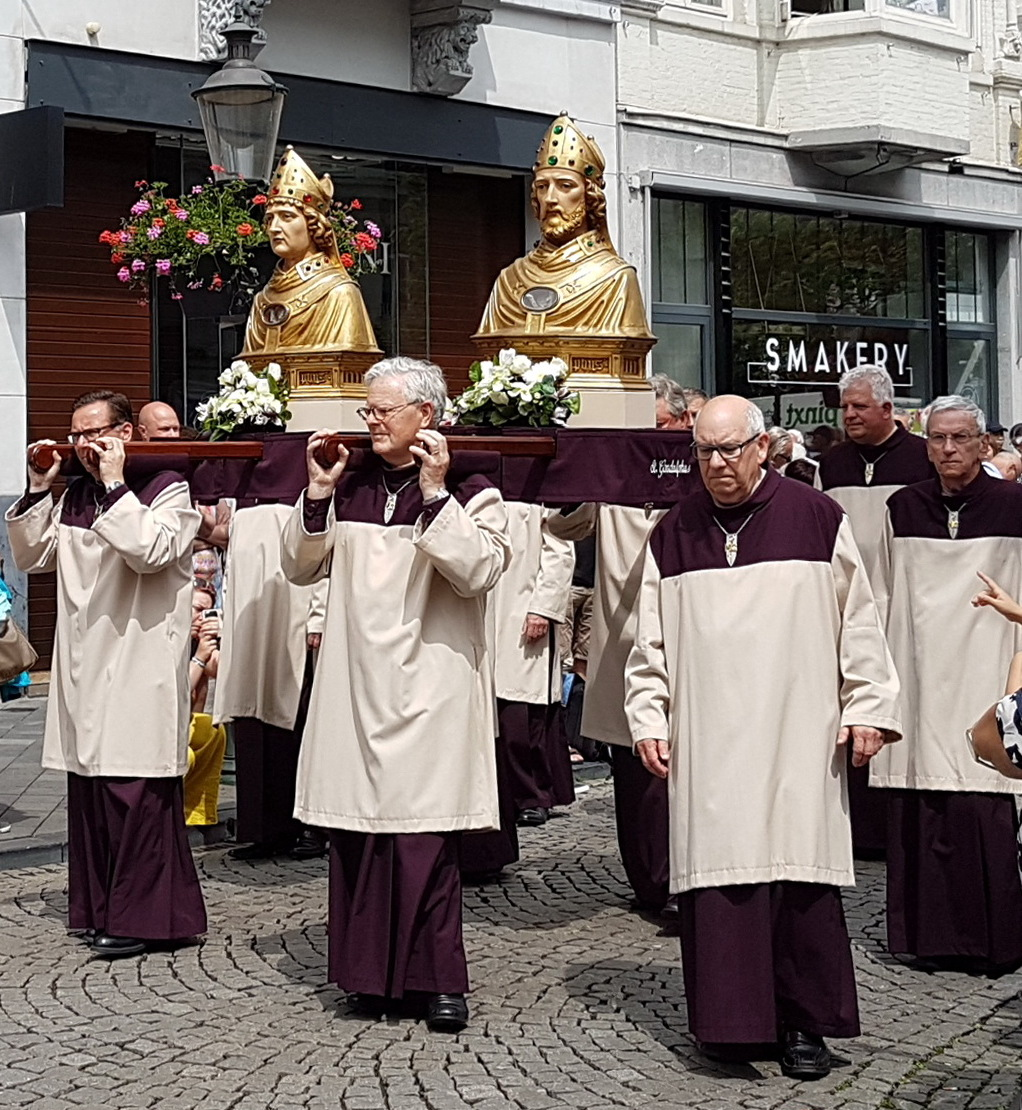
Klokkenluidersgilde in de Heiligdomsvaart van 2018

## Trivia
- Naast Grameer I en II had Maastricht ooit een derde Grameer, de grote luidklok van de Sint-Matthiaskerk.[7]
- In de parochiekerken van de Belgische plaatsen Lantin en Herselt bevinden zich eveneens aan Sint-Servaas gewijde luidklokken. Eerstgenoemde klok dateert uit 1817; de tweede uit 1871.[26]
- Over het feit dat Grameer bij de klokkenvordering tijdens de Tweede Wereldoorlog gespaard bleef, bestaan allerlei mythen. Zo claimden zowel de historicus Charles Thewissen, de schroothandelaar H.E. Dotremont en het Limburgs Geschied- en Oudheidkundig Genootschap de eer dat ze een beslissende rol hierin gespeeld hadden. In werkelijkheid gaven de monumentale status van de klok en de moeilijkheid deze uit de westwerktoren te verwijderen de doorslag.[27]
- Voor het luiden van Grameer bestonden en bestaan geen eenduidige regels. In 1612 bepaalde het kapittel dat de klok minder geluid moest worden om scheuren te voorkomen. In 1688 beklaagde de Protestantse Sint-Janskerk zich over het langdurige luiden naar aanleiding van het overlijden van bisschop Maximiliaan Hendrik van Beieren. Tijdens de Heiligdomsvaart van 1990 werd Grameer II zeventien keer geluid.[6]